# トルテロジン
トルテロジン（Tolterodine）はムスカリン受容体拮抗薬の一つであり、尿失禁の治療に用いられる医薬品である。商品名デトルシトール。
日本、カナダ、米国のほか、エジプトでも市販されている。

## 効能・効果
日本で承認されている効能・効果は、過活動膀胱における尿意切迫感、頻尿および切迫性尿失禁 である。
高齢者における尿失禁の原因として最も一般的なものは排尿筋過活動（膀胱壁の筋肉の過収縮）である。これは、無効化不能な排尿衝動を伴う膀胱収縮を特徴とする。頻尿、切迫性尿失禁、夜間尿失禁が発生する。この異常な膀胱収縮は尿流動態検査で測定できる。治療法には膀胱再訓練や、骨盤底筋療法、薬剤療法（膀胱収縮阻害薬）が挙げられる。

## 禁忌
- 尿閉を有する患者

従って、慢性尿閉に伴う溢流性尿失禁には使用できない。
- 眼圧が調節できない閉塞隅角緑内障の患者
- 重篤な心疾患の患者
- 麻痺性イレウスの患者
- 胃アトニーまたは腸アトニーの患者
- 重症筋無力症の患者
- 製剤成分またはフェソテロジンに対して過敏症の既往歴のある患者

## 副作用
日本国内での治験で見られた副作用（54.6%）の主なものは、口内乾燥（32.8%）、便秘（7.6%）、腹痛（3.0%）、消化不良（3.0%）等であった。
重大な副作用は、アナフィラキシー（頻度不明）と尿閉（0.3%）である。
その他の既知の副作用として、
- 口腔乾燥症
- 胃の活動性低下
- 頭痛
- 便秘
- ドライアイ
- 傾眠
- アレルギー性浮腫
- 頻脈または不整脈
- 腕・脚への体液貯留
- 幻覚

が報告されている。

## 作用機序
トルテロジンはムスカリン受容体拮抗薬である。M1、M2、M3、M4、M5受容体に対する親和性の差はほとんどない:29。トルテロジン以前の抗ムスカリン薬がM3受容体に高選択的に作用するのとは異なっている。
トルテロジンは全てのタイプの受容体に作用するにもかかわらず、オキシブチニン（M3、M1選択的で、膀胱よりも耳下腺に強く作用する。）よりも膀胱への作用選択性が高い。

## 代謝
トルテロジンはCYP2D6で酸化され、ヒドロキシル体（DD01）となり、さらに一部が酸化されてトルテロジン酸となる。またCYP3A4でN -脱アルキル化を受ける。DD01にはトルテロジンと同程度の薬理活性が認められる:48。